# Callistethus amphilissa
Callistethus amphilissa är en skalbaggsart som beskrevs av Gilbert John Arrow 1917. Callistethus amphilissa ingår i släktet Callistethus och familjen Rutelidae. Inga underarter finns listade.